# سعادت‌آباد (بیضا)
سعادت‌آباد، روستایی در دهستان بیضا بخش مرکزی شهرستان بیضا در استان فارس ایران است.

## جمعیت
بر پایه سرشماری عمومی نفوس و مسکن در سال ۱۳۹۵، جمعیت این روستا برابر با ۴۰۲ نفر (۱۲۷ خانوار) بوده است.